# PKP ED72 sorozat
A PKP ED72 sorozat egy lengyel 2'2'+Bo'Bo'+B'o'B'o'+2'2' tengelyelrendezésű, négyrészes, távolsági forgalomra készült 1500 V DC áramrendszerű villamosmotorvonat-sorozat. A PKP üzemelteti. Összesen 21 db-ot gyártott belőle a Pafawag 1993 és 1997 között.

## További információ
1993-1997 között a Pafawag mindössze 21 darabot épített. Az újonnan épített ED72-eseket a nagy regionális tranzitüzemekbe osztották be Poznań, Szczecin, Krakkó és Bydgoszcz városokban.
A sorozatot a spártai En57-es és EE71-es villamos motorvonatok "előkelőbb" kiváltására hozták létre. Azonban az InterRegio expressz személyszállító szolgálat, amely számára a sorozatot tervezték, nem találta az ED72-t olyan kényelmesnek, mint remélték.
Jelenleg mind a 21 egység még mindig használatban van, főként az InterRegio és néhány helyi Regio és RegioPlus vonatot szolgálnak ki